# Американские Виргинские Острова на летних Олимпийских играх 2024

## Квалификация
| № п/п | Вид спорта       | Мужчины        | Мужчины                | Женщины        | Женщины                | Всего          | Всего                  |
| № п/п | Вид спорта       | Завоевано квот | Количество спортсменов | Завоевано квот | Количество спортсменов | Завоевано квот | Количество спортсменов |
| ----- | ---------------- | -------------- | ---------------------- | -------------- | ---------------------- | -------------- | ---------------------- |
| 1     | Лёгкая атлетика  | 1              | 1                      |                |                        | 1              | 1                      |
| 2     | Плавание         | 1              | 1                      | 1              | 1                      | 2              | 2                      |
| 3     | Стрельба из лука | 1              | 1                      |                |                        | 1              | 1                      |
| 4     | Фехтование       | 1              | 1                      |                |                        | 1              | 1                      |
|       | ИТОГО            | 4              | 4                      | 1              | 1                      | 5              | 5                      |

## Состав команды
Лёгкая атлетика
1. Эдуардо Гарсия[англ.]

 Плавание
1. Максимилиан Уилсон[англ.]
2. Наталия Кёйперс[англ.]

 Стрельба из лука
1. Николас Д’Амур

 Фехтование
1. Круз Шембри[англ.]

## Легкая атлетика
Американские Виргинские острова получили одно универсальное место для участия в олимпийском легкоатлетическом турнире.
Беговые дисциплины
| Спортсмен      | Дисциплина      | Финал     | Финал |
| Спортсмен      | Дисциплина      | Результат | Место |
| -------------- | --------------- | --------- | ----- |
| Эдуардо Гарсия | Мужчины марафон | DNF       | DNF   |

## Плавание
Американские Виргинские острова получили два универсальных места для участия в олимпийском турнире пловцов.
Мужчины
| Спортсмен          | Дисциплина                  | Заплывы | Заплывы | Полуфиналы           | Полуфиналы           | Финал                | Финал                |
| Спортсмен          | Дисциплина                  | Время   | Место   | Время                | Место                | Время                | Место                |
| ------------------ | --------------------------- | ------- | ------- | -------------------- | -------------------- | -------------------- | -------------------- |
| Максимилиан Уилсон | Мужчины 100 м на спине      | 54,49   | 27      | завершил выступление | завершил выступление | завершил выступление | завершил выступление |
| Наталия Кёйперс    | Женщины 400 м вольный стиль | 4.33,46 | 20      | —                    | —                    | завершил выступление | завершил выступление |

## Стрельба из лука
Американские Виргинские острова завоевали одно место в мужском индивидуальном турнире стрелков из лука на Панамериканском континентальном квалификационном турнире 2024 года в Медельине, Колумбия.
| Спортсмен      | Дисциплина                        | Предварительный раунд | Предварительный раунд | 1/32                 | 1/16                 | 1/8                  | Четвертьфиналы       | Полуфиналы           | Финал / За 3 место   | Финал / За 3 место   |
| Спортсмен      | Дисциплина                        | Результат             | Посев                 | Соперник Счет        | Соперник Счет        | Соперник Счет        | Соперник Счет        | Соперник Счет        | Соперник Счет        | Место                |
| -------------- | --------------------------------- | --------------------- | --------------------- | -------------------- | -------------------- | -------------------- | -------------------- | -------------------- | -------------------- | -------------------- |
| Николас Д’Амур | Мужчины индивидуальное первенство | 673                   | 16                    | JPNФумия Саито П 4–6 | завершил выступление | завершил выступление | завершил выступление | завершил выступление | завершил выступление | завершил выступление |

## Фехтование
Американские Виргинские острова завоевали одно индивидуальное место в мужской рапире на Зональном турнире Америки 2024 года в Сан-Хосе, Коста-Рика.
| Спортсмен   | Дисциплина     | 1/16 финала            | 1/8 финала           | Четвертьфинал        | Полуфинал            | Финал / За 3 место   | Финал / За 3 место   |
| Спортсмен   | Дисциплина     | Соперник Счет          | Соперник Счет        | Соперник Счет        | Соперник Счет        | Соперник Счет        | Место                |
| ----------- | -------------- | ---------------------- | -------------------- | -------------------- | -------------------- | -------------------- | -------------------- |
| Круз Шембри | Мужчины рапира | CANБлейк Брозус П 8–15 | завершил выступление | завершил выступление | завершил выступление | завершил выступление | завершил выступление |